# Liceo Naval (club de rugby)
Centro de Graduados del Liceo Naval Militar, o simplemente Liceo Naval, es un club argentino fundado por graduados del Liceo Naval Militar "Almirante Brown" (Almirante Brown Naval Academy), una de las dos instituciones educativas de la Armada Argentina. El club se encuentra en Núñez, Buenos Aires, cerca de Ciudad Universitaria.
El plantel superior de rugby del Liceo compite en Primera División B, la tercera división del sistema de liga Unión de Rugby de Buenos Aires, mientras que el equipo femenino de hockey compite en el sistema de liga de la Asociación de Hockey de Buenos Aires, el mayor nivel de competición en Buenos Aires.
Los otros deportes que se practican en el Liceo Naval son fútbol, remo, yachting y tenis.

## Historia
El Centro de Graduados del Liceo Naval Militar nació del sueño de un puñado de exalumnos que querían conservar su amistad forjada durante los años educativos que pasaron juntos. En sus principios el club funcionaba en un sótano de la calle Anchorena al 200 en el barrio de Once de la Ciudad de Buenos Aires. 
En 1957 se decidió formar el primer equipo de rugby. Apenas tuvo el número necesario de jugadores, empezaron a tramitar el ingreso a la Unión Argentina de Rugby con el nombre de "Almirante Brown" y camisetas azules prestadas por el instituto. Además de jugar un cierto número de partidos, la UAR les exigía dos conjuntos (el primer equipo más una reserva) y una cancha. La primera exigencia la sortearon con muchos de sus jugadores desempeñándose en dobles turnos: primero jugando en la reserva y luego en el principal. Y la segunda, con la gentileza del Club Pucará, que durante muchos años le prestó al Liceo sus instalaciones. 
Así, con cancha, jugadores, partidos jugados y apadrinados por el Club Pucará y Atlético San Isidro, el Centro de Graduados del Liceo Naval Militar "Almirante Guillermo Brown" fue admitido por la UAR a mediados de 1958 e inscrito en la Tercera de ascenso, la última división en ese entonces del campeonato metropolitano de rugby.
En el año 1962 el tricolor recibe de la Armada Argentina los terrenos de Núñez donde hoy está la sede actual, y con gran esfuerzo y trabajo de todos sus miembros aparecen la cancha, los vestuarios y la sede administrativa del Centro. 
El apodado "William" logra un ascenso al Top 14 de la URBA tras derrotar categoricamente a San Albano y tener un gran año en el 2012.

## Plantel actual de primera

### Rugby
| Jugador                 | Puesto      |
| ----------------------- | ----------- |
| Federico Barrera        | Fullback    |
| Ramiro Lofiego          | Fullback    |
| Franco Casaro           | Wing        |
| Bautista Terán          | Wing        |
| Cernadas Juan           | Wing        |
| Guillermo Payer         | Wing        |
| Patricio Carman         | Centro      |
| Hernan Elisei           | Centro      |
| Federico Elisei         | Centro      |
| Santiago Gilligan       | Apertura    |
| Gonzalo Quintana        | Apertura    |
| Tomas Martinsen         | Medio-Scrum |
| Pedro Piccini           | Medio-Scrum |
| Guillermo Barreiros     | Octavo      |
| Agustín Goñi Piuma      | Octavo      |
| Franco Pantano          | Ala         |
| Belisario Plaza         | Ala         |
| Bautista Carman         | Ala         |
| Agustín De Aramburu (C) | Ala         |
| Nicolás Booth           | 2.ª. Línea  |
| Luciano Gómez           | 2.ª. Línea  |
| Agustín Ruscitti        | 2.ª. Línea  |
| Augusto Annunziata      | 2.ª. Línea  |
| Fausto Della Vecchia    | Pilar       |
| Adrián Delgado          | Pilar       |
| Lucas Ruiz Mansilla     | Pilar       |
| Alejandro Cabeza        | Hooker      |
| Gonzalo Barreiros       | Hooker      |
| Lucas Liporaci          | Hooker      |

## Partidos importantes
- 1958 Liceo Naval 0 - Comunicaciones 13:  Primer partido oficial.
- 1958 Liceo Naval 12 - Utracanes 3:  Primera victoria oficial.
- 1963 Liceo Naval 8 - Liceo Militar 6:  Primer partido ante el Liceo Militar.
- 1969 Liceo Naval 11 - Banco Nación 6:  Primer ascenso a Primera División.
- 1972 Liceo Naval 17 - San Martin 6:  El centro gana por primera vez un campeonato de seven, Seven del cincuentenario del Club Hurling.
- 1976 La Plata 9 - Liceo Naval 61:  Récord de 13 tries para el Centro en un partido de primera división.
- 2001 Liceo Naval 25 - Buenos Aires Cricket & Rugby Club 9:  Ascenso a Primera División.
- 2012 Liceo Militar 0 - Liceo Naval 31:  Ascenso a Primera División.
- 2013 C.A.S.I. 26 - Liceo Naval 30:  Histórico triunfo ante uno de los clubes más importantes de la U.R.B.A. luego de un invicto de 22 partidos del C.A.S.I.
- 2013 Liceo Naval 19 - Delta 12:  Primer campeonato Seven de la U.R.B.A.

## Palmarés
- Seven de Old Christians: 2015
- Seven de la URBA: 2013
- Seven de Olivos Rugby Club: 2011 y 2013
- Seven de Liceo Naval: 2013
- Seven de San Martín: 2016
- Seven de Hindú Club: 2018

## Deportistas destacados/as

### Rugby
- Los Pumas:

Eduardo Simone, Carlos Ignacio Fernández Löbbe, Juan Martín Fernández Löbbe e Ignacio Calles.
- Selección de rugby 7 de Argentina:

Eduardo Simone, Carlos Ignacio Fernández Löbbe, Juan Martín Fernández Löbbe, Nicolás Fernández Löbbe y Santiago Craig.
- Selección de rugby juvenil de Argentina:

Santiago Fiocca, Sebastián Buffa, Nicolás Azzorín, Guido Lofiego e Ignacio Calles, Joaquín Barreiro
- Argentina XV:

Santiago Gilligan.
- Pampas 7s:

Diego Acuña.
Se muestra el máximo nivel de seleccionado al que llegaron.

### Hockey
- Las Leonas:

Rocío Sánchez Moccia.

## Uniformes
| Camiseta titular |

- La camiseta original fue inspirada en el combinado inglés Oxford-Cambridge.

- Las marcas deportivas que vistieron al Liceo fueron: Uribarri, Adidas, Topper, Flash, Olympikus, Reebok y Prócer. En los inicios, también las hubo sin marca fabricada, de manera "casera" por el señor Moldes.